# Gaston Godel
Gaston G. Godel (ur. 19 sierpnia 1914 w Givisiez, zm. 17 lutego 2004 w Domdidier) – szwajcarski lekkoatleta, chodziarz, wicemistrz olimpijski z 1948.
Zdobył srebrny medal w chodzie na 50 kilometrów  na igrzyskach olimpijskich w 1948 w Londynie, za Szwedem Johnem Ljunggrenem.
Był mistrzem Szwajcarii w tej konkurencji w 1945, 1947 i 1948.
Jego rekord życiowy w chodzie na 50 km to 4:46:19 (z 1945).